# Creia
A creia (em grego:  χρεία) era, na antiguidade e no Império Bizantino, um gênero literário e um dos progymnasmata.

## Definição
Uma creia era uma anedota breve e útil (χρεία significa "uso") sobre um personagem específico. Ou seja, uma creia era mais curta do que uma narração — geralmente tão curta quanto uma única frase — mas, ao contrário de uma máxima, era atribuída a um personagem. Normalmente obedecia a um de alguns padrões, sendo o mais comum "Ao ver..." (ιδών ou cum vidisset), "Ao ser questionado..." (ἐρωτηθείς ou interrogatus) e "Ele disse..." (ἔφη or dixit). Isso é semelhante ao uso de koans por budistas zen.

## Exemplos
A seguinte creia, a mais comum em fontes antigas, é ilustrativa:
As creias podem ser bobas:
Ou solenes:
Sensato:
Ou espirituoso:
Ou todos estes:
Como gênero literário, a creia foi objeto de coleção. Estudiosos como Plutarco ou Sêneca mantiveram suas próprias coleções particulares de creias. Coleções publicadas também estavam disponíveis. A creia é conhecida principalmente por seu papel na educação. Os alunos foram apresentados às creias simples logo após conseguirem ler. Mais tarde, eles praticaram a complexa gramática do grego, colocando essas creias em mudanças de voz e tempo. Como um dos últimos estágios de sua preparação para a retórica — é aqui que as creias servem como um dos progymnasmata — eles elaborariam o tema de algumas creias em um ensaio formal de oito parágrafos. O aluno elogiaria, parafrasearia, explicaria, contrastaria, compararia, forneceria um exemplo, faria um julgamento e, em conclusão, exortaria o leitor.
As creias também são comuns no Novo Testamento, principalmente nos Evangelhos. Um exemplo está em Marcos 13:1-2:
A famosa passagem em Lucas 20:21-25 também tem a estrutura típica de uma creia, embora seu comprimento seja um tanto incomum: